# Líbano (Tolima)
Líbano is een gemeente in het Colombiaanse departement Tolima. De gemeente telt 41.650 inwoners (2005). De belangrijkste economische sectoren van de gemeente zijn de mijnbouw en koffieteelt.
De plaats is co-zetel van het rooms-katholieke bisdom Líbano-Honda.

## Geboren
- Hernando Buitrago (1970), voetbalscheidsrechter
- Freddy González (1975), wielrenner
- Wilson Cardona (1995), wielrenner
- Didier Merchan (1999), wielrenner

Alpujarra · Alvarado · Ambalema · Anzoátegui · Armero · Ataco · Cajamarca · Carmen de Apicalá · Casabianca · Chaparral · Coello · Coyaima · Cunday · Dolores · Espinal · Falan · Flandes · Fresno · Guamo · Herveo · Honda · Ibagué · Icononzo · Lérida · Líbano · Mariquita · Melgar · Murrilo · Natagaima · Ortega · Palocabildo · Piedras · Planadas · Prado · Purificación · Rioblanco · Roncesvalles · Rovira · Saldaña · San Antonio · San Luis · Santa Isabel · Suárez · Valle de San Juan · Venadillo · Villahermosa · Villarrica